# XXXVII Batallón de Fortaleza de la Luftwaffe
El XXXVII Batallón de Fortaleza de la Luftwaffe (XXXVII. Luftwaffen-Festungs-Bataillon) fue una unidad militar de la Luftwaffe durante la Segunda Guerra Mundial.

## Historia
Fue formado el 22 de septiembre de 1944 en Neubrandenburg, con 3 compañías. Entró en acción en Holanda. Se componía de: compañía de Plana Mayor con dos pelotones de telefonistas, dos pelotones de radiotelegrafistas, una unidad de transporte y una de intendencia.
- 1.ª Compañía de Fortaleza de la Luftwaffe
- 2.ª Compañía de Fortaleza de la Luftwaffe
- 3.ª Compañía de Fortaleza de la Luftwaffe
- 4.ª Compañía de Fortaleza de la Luftwaffe

Desde el 24 de septiembre de 1944 hasta el 5 de octubre de 1944, componentes del batallón fueron utilizados para reformar la 3.ª División de Paracaidistas en Oldenzaal, Bélgica. El 20 de febrero de 1945 fue disuelto y absorbido por la 3.ª División de Paracaidistas en Meppel, Holanda.